# Euphyodesmus gracilis
Euphyodesmus gracilis är en mångfotingart som beskrevs av Carl Graf Attems 1931. Euphyodesmus gracilis ingår i släktet Euphyodesmus och familjen orangeridubbelfotingar. Inga underarter finns listade i Catalogue of Life.